# Caledonia (Contea di Kent, Michigan)
Caledonia è un villaggio degli Stati Uniti d'America, situato nello Stato del Michigan, nella contea di Kent.